# Santa Margarida del Soler
Santa Margarida del Soler és una capella romànica de Lladurs (Solsonès) protegida com a Bé Cultural d'Interès Local.

## Descripció
Es tracta d'una antiga capella romànica aïllada situada als Camps de Soler, en un paratge muntanyós, dins de l'entitat de població de Timoneda al municipi de Lladurs. La capella és d'una nau de planta rectangular amb l'absis de secció trapezial. La coberta és a dues aigües de teula àrab amb el carener perpendicular a la façana principal. Al frontis presenta un portal d'arc de mig punt adovellat amb brancals de blocs de pedra escairada i amb restes d'emblanquinat. El revestiment és de maçoneria de pedra arrebossada amb pedres cantoneres més grans i escairades. La part superior està coronada per un petit campanar d'espadanya d'un sol ull més modern. L'interior de la nau té les parets emblanquinades i presenta volta de canó, sobre l'altar hi ha una fornícula de fusta.

## Història
En aquesta capella s'hi ubicava antigament a la façana de l'absis una gran llosa de pedra amb obertures amb forma de ferradura coneguda amb el nom de "la roca de les esquelles", ja que encomanant-se a la Santa Margarida s'hi penjaven esquelles en els forats. Aquesta llosa va ser traslladada a un carrer de Solsona on es troba. Originalment la nau era més llarga i estava coberta amb un enteixinat de fusta. Probablement la seva construcció té origen en el segle x.L'any 1957 es van editar uns Goigs dedicats a santa Margarida d'Antioquia venerada en aquesta capella.